# Trochoginglymus
Unter einem Trochoginglymus (aus dem Altgriechischen: Rad-Scharnier) versteht man in der Anatomie die Kombination aus einem Dreh- und Scharniergelenk (Drehscharniergelenk). Ein Drehscharniergelenk oder Bicondylengelenk ist z. B. das Kniegelenk.